# شهنیز
شهنیز، روستایی از توابع بخش مرکزی شهرستان مارگون شهرستان مارگون در استان کهگیلویه و بویراحمد ایران است.
این روستا از مقاصد مهم گردشگری در استان کهگیلویه و بویراحمد می باشد که در نود و پنج کیلومتری شمال غرب یاسوج و به فاصله ده کیلومتری از شهر مارگون یعنی مرکز شهرستان مارگون قرار دارد. 
وجود یک تونل آبی در مسیر رودخانه و آبشار و همچنین رودخانه ها و مسیر های سرسبز بسیار دل انگیز از جاذبه های گردشگری این روستا می باشد. 
به دلیل وجود آب فراوان و نهر های کوچکی که از رودخانه ها و چشمه ها منشعب شده، شرایط برای امر باغداری در این روستا بسیار مساعد بوده و باغات گردو و سیب در سرتاسر این روستا از تنگه ی شمال روستا تا تنگه جنوب آن ، دیده می شود.

## جمعیت
این روستا در دهستان مارگون قرار دارد و براساس سرشماری مرکز آمار ایران در سال ۱۳۸۵، جمعیت آن ۷۳۷ نفر (۱۵۸خانوار) بوده‌است.